# Dąbrowice (Stare Rowiska)
Dąbrowice – część wsi Stare Rowiska w Polsce, położona w województwie łódzkim, w powiecie skierniewickim, w gminie Skierniewice.
W latach 1975–1998 Dąbrowice administracyjnie należały do województwa skierniewickiego.
Do Dąbrowic dojeżdża linia autobusowa nr 5 MZK Skierniewice.